# Ministerio de Capital Humano
El Ministerio de Capital Humano es el organismo público de la República Argentina encargado de atender las cuestiones administrativas relacionadas con el servicio de empleo, educación y desarrollo social, dependiente del Poder Ejecutivo Nacional. Fue creado el 10 de diciembre de 2023 por Javier Milei quien designó a Sandra Pettovello como primera ministra.

## Competencias
De acuerdo al artículo 23 bis del Decreto 8/2023 (DNU-2023-8-APN-PTE) de la Ley de Ministerios:

Compete al MINISTERIO DE CAPITAL HUMANO asistir al Presidente de la Nación y al Jefe de Gabinete de Ministros, en orden a sus competencias, en todo lo concerniente a la educación, a la cultura, a las relaciones y condiciones individuales y colectivas de trabajo; al régimen legal de las negociaciones colectivas y de las asociaciones profesionales de trabajadores y empleadores; al empleo; a la capacitación laboral y a la seguridad social; a la asistencia, promoción, cuidados e inclusión social y el desarrollo humano, la seguridad alimentaria, la reducción de la pobreza, el desarrollo de igualdad de oportunidades para los sectores más vulnerables, en particular para las personas con discapacidad, las niñas, los niños y adolescentes, las mujeres y los adultos mayores, la protección de las familias y el fortalecimiento de las organizaciones comunitarias, así como en lo relativo al acceso a la vivienda y el hábitat dignos, y al cumplimiento de los compromisos asumidos en relación con los tratados internacionales y los convenios multinacionales en las materias de su competencia...

## Historia
En diciembre de 2023, con la llegada al poder del presidente Javier Milei, elimina los Ministerio de Educación, el Ministerio de Desarrollo Social, el Ministerio de Trabajo, Empleo y Seguridad Social, Ministerio de las Mujeres, Géneros y Diversidad, pasando varios de ellos a secretarias bajo el Ministerio de Capital Humano,  creado a través de un decreto de necesidad y urgencia. Inicialmente se preveía que este nuevo ministerio abarque el Ministerio de Salud, finalmente Milei decidió dejarle el rango de ministerio y designar a Mario Russo como ministro.
A partir de su creación el Ministerio fue objeto de varias polémicas debido a falta de pagos. En los primeros cuatro meses del 2024 se registraron demoras y faltas de pagos en el Programa de Acompañamiento para el Egreso (PAE) que consiste de una asignación económica para jóvenes sin cuidados parentales. La demora y falta de la misma devino en que dichos jóvenes se quedaran en situación de calle o hayan tenido que volver a hogares de violencia doméstica.En enero de 2024 la ministra acordó la entrega de 177 millones de pesos para la compra y distribución de módulos alimentarios a una organización cercana a LLA, la Alianza Cristiana de Iglesias Evangélicas de la Argentina (ACEIRA). La ACEIRA apoyó la campaña presidencial Javier Milei, siendo el presidente de dicha organización el encargado de elevar una oración en representación de las iglesias evangelistas durante la asunción de Milei; además siendo la hija del vicepresidente de ACEIRA una diputada nacional de LLA partido de Milei.
El 1 de junio en la causa por acaparamiento de alimentos se realizaron allanamientos en los galpones del ministerio, ubicados en Villa Martelli y Tafí Viejo, donde se almacenaron los alimentos en cuestión, por considerar los jueces federales a cargo de las causas (Sebastián Casanello en la ciudad de Buenos Aires y José Díaz Vélez en Tucumán) la desobediencia y poca fiabilidad de las autoridades ministeriales, al incumplir la orden judicial de arbitrar un plan de reparto de los alimentos en comedores y merenderos y haber presentado listados con diferentes cantidades de mercadería requerida. El resultado de las actuaciones fue que se encontraron otras 2,7 toneladas de distintos productos alimenticios en el galpón ubicado en Tucumán que Petrovello había negado tener, que se agregaron a las 5,9 almacenadas en Villa Martelli.
En mayo de 2024, se denunció supuestas irregularidades en el ministerio de Capital Humano debido a desmanejos con miles de kilos de alimentos amontonados en galpones que no fueron entregados hasta denuncias por una supuesta opaca distribución de fondos públicos para profesionales sin relación con las áreas de competencia.
En junio de 2024 se abrió una causa penal contra la ministra Pettovello por malversación sobreprecios y otras irregularidades en una licitación para la compra de aceite y lentejas por más de 6700 millones de pesos.
En mayo de 2024, las máximas autoridades del ministerio entre ellas Petovello como el secretario Pablo de la Torre su mano derecha fueron denunciados penalmente por asociación ilícita y malversación de fondos públicos, tras revelaciones periodísticas que pusieron al descubierto contrataciones irregulares y pago de sobresueldos en el ministerio a su cargo.
En junio de 2024 el Ministerio fue objeto de controversias tras conocerse el uso de amenazas e intimidaciones. El dos de junio el portal informátivo reveló que la custodia de Pettovello secuestró a un funcionario de De la Torre y lo amenazó con una pistola en la cabeza para desligar a la ministra de la causa por corrupción. Federico Fernández, director administrativo de De la Torre, denunció que fue secuestrado durante dos horas para que denuncie sobresueldos contra de la Torre y al mismo tiempo no mencioné a la ministra.
El propio De La Torre acusó a la custodia ministerial de retener al director administrativo de la secretaría de Niñez, Adolescencia y Familia, y amenazarlo a punta de pistola, para forzarle una declaración que finalmente exculpase a Pettovello.
El 5 de junio el dirigente social Juan Grabois quien destapó el escándalo de los alimentos retenidos denunció que una integrante recién nombrada del Ministerio y su equipo de seguridad lo amenazó y que fue a los tribunales portando un arma.Tras la desmentida de las autoridades libertarias, diferentes medios mostraron los videos de los custodios armados ingresando a Comodoro Py. Finalmente el dirigente dijo "No nos van a intimidar ni con armas", y presentó una denuncia por la custodia que asistió a la audiencia por alimentos con un arma de fuego.

## Sede
El Ministerio de Capital Humano tiene sede en el palacio, diseñado por el arquitecto Juan Antonio Buschiazzo, donde funcionaba hasta ese momento la Casa Patria Libertad, ubicado en Carlos Pellegrini 1285, Buenos Aires.

## Organización
| N.° | Ministro          | Partido | Partido            | Período                 | Período     | Presidente   | Presidente |
| N.° | Ministro          | Partido | Partido            | Inicio                  | Final       | Presidente   | Presidente |
| --- | ----------------- | ------- | ------------------ | ----------------------- | ----------- | ------------ | ---------- |
| 1°  | Sandra Pettovello |         | La Libertad Avanza | 10 de diciembre de 2023 | En el cargo | Javier Milei |            |

| Ministerio de Capital Humano | Secretaría de Coordinación Legal y Administrativa    | Juan Etchenique       | 27 de diciembre de 2023 | 11 de enero de 2024    |  | Ind. |
| Ministerio de Capital Humano | Secretaría de Coordinación Legal y Administrativa    | Juan Etchenique       | 25 de abril de 2024     | En el cargo            |  | Ind. |
| Ministerio de Capital Humano | Secretaría de Coordinación Legal y Administrativa    | Jorge Keczelli        | 12 de enero de 2024     | 22 de abril de 2024    |  | Ind. |
| Ministerio de Capital Humano | Secretaría de Educación                              | Carlos Torrendell     | 27 de diciembre de 2023 | En el cargo            |  | Ind. |
| Ministerio de Capital Humano | Secretaría de Trabajo, Empleo y Seguridad Social     | Omar Yasín            | 27 de diciembre de 2023 | 11 de marzo de 2024    |  | PRO  |
| Ministerio de Capital Humano | Secretaría de Trabajo, Empleo y Seguridad Social     | Julio Cordero         | 15 de marzo de 2024     | En el cargo            |  | Ind. |
| Ministerio de Capital Humano | Secretaría Nacional de Niñez, Adolescencia y Familia | Pablo De la Torre     | 27 de diciembre de 2023 | 31 de mayo de 2024     |  | PRO  |
| Ministerio de Capital Humano | Secretaría Nacional de Niñez, Adolescencia y Familia | Yanina Nano Lembo     | 6 de junio de 2024      | 8 de noviembre de 2024 |  | PRO  |
| Ministerio de Capital Humano | Secretaría Nacional de Niñez, Adolescencia y Familia | Juan Bautista Ordoñez | 8 de noviembre de 2024  | En el cargo            |  | Ind  |

## Estructura
El Ministerio de Capital Humano se organiza de la siguiente forma:
- Unidad Gabinete de Asesores
- Secretaría de Coordinación Legal y Administrativa
  - Subsecretaría Legal
  - Subsecretaría de Gestión Administrativa
- Secretaría de Educación
  - Subsecretaría de Políticas e Innovación Educativa
  - Subsecretaría de Información y Evaluación Educativa
  - Subsecretaría de Políticas Universitarias
    - Comisión Nacional de Evaluación y Acreditación Universitaria

  - Subsecretaría de Gestión Administrativa de Educación
  - Instituto Nacional de Educación Tecnológica
  - Instituto Nacional de Formación Docente
  - Fundación Miguel Lillo
  - Servicio de Radio y Televisión de la Universidad Nacional de Córdoba
  - Radio de la Universidad Nacional del Litoral
  - Educ.ar S.A.
- Secretaría de Trabajo, Empleo y Seguridad Social
  - Subsecretaría de Relaciones del Trabajo
  - Subsecretaría de Empleo y Formación Laboral
  - Subsecretaría de Seguridad Social
    - Administración Nacional de la Seguridad Social

  - Subsecretaría de Gestión Administrativa de Trabajo, Empleo y Seguridad Social
  - Superintendencia de Riesgos del Trabajo
  - Registro Nacional de Trabajadores Rurales y Empleadores
- Secretaría Nacional de Niñez, Adolescencia y Familia
  - Subsecretaría de Políticas Familiares
  - Subsecretaría de Políticas Territoriales y Desarrollo Humano
  - Subsecretaría de Gestión Administrativa de Niñez, Adolescencia y Familia
  - Comisión Nacional de Coordinación del Programa de Promoción del Microcrédito para el Desarrollo de la Economía Social
- Casa Patria Libertad
- Consejo Nacional de Coordinación de Políticas Sociales
- Biblioteca Nacional Dr. Mariano Moreno
- Instituto Nacional "Juan D. Perón" de Estudios e Investigaciones Históricas, Sociales y Políticas
- Instituto Nacional de Asociativismo y Economía Social